# Miasto złodziei

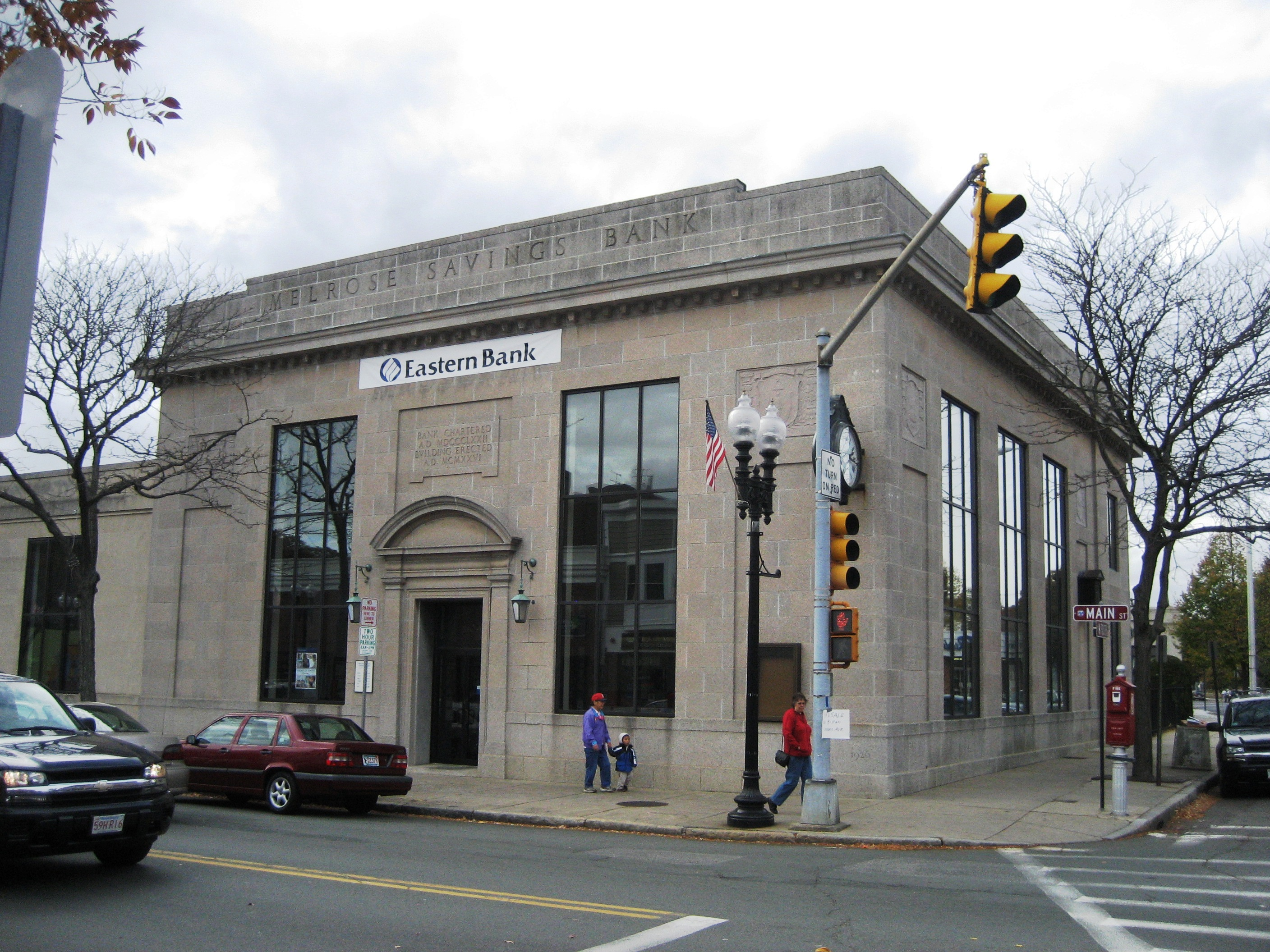
Budynek banku pojawiający się w filmie

Miasto złodziei (ang. The Town) – amerykański dramat kryminalny z 2010 w reżyserii Bena Afflecka; scenariusz filmu jest adaptacją powieści Miasto złodziei (ang. Prince of thieves, 2004) Chucka Hogana.
Światowa premiera filmu odbyła się 8 września 2010 podczas 67. Międzynarodowego Festiwalu Filmowego w Wenecji, gdzie został pokazany poza głównym konkursem.

## Fabuła
Doug MacRay (Ben Affleck) kieruje bandą kryminalistów z Charlestown, którzy specjalizują się w napadach na banki. Podczas jednego z napadów na bostoński bank, biorą za zakładniczkę menedżerkę Claire Keesey (Rebecca Hall), którą po ucieczce, szajka puszcza wolno. Od tego czasu kobieta żyje w strachu. Kiedy wychodzi na jaw, że kobieta mieszka w najbliższym sąsiedztwie szajki, Doug nawiązuje z nią kontakt. Nieświadoma faktu, iż to Doug napadł na bank, Claire zakochuje się w nim z wzajemnością. Fakt ten irytuje wspólnika Douga, Jamesa (Jeremy Renner). Gdy na trop bandy trafia bezwzględny agent FBI Adam Frawley (Jon Hamm), Doug postanawia opuścić miasto, aby nie narażać ukochanej.

## Obsada
- Ben Affleck – Doug MacRay
- Jon Hamm – Adam Frawley, agent specjalny FBI
- Rebecca Hall – Claire Keesey
- Jeremy Renner – James „Jem” Coughlin
- Blake Lively – Krista Coughlin, siostra Jema
- Chris Cooper – Stephen MacRay
- Slaine – Albert „Gloansy” Magloan
- Titus Welliver – Dino Ciampa
- Pete Postlethwaite – Fergie Florysta
- Owen Burke – Desmond „Dez” Elden
- Edward O’Keefe – Morton Previt

## Zdjęcia
Zdjęcia do filmu realizowane były na terenie amerykańskich stanów Massachusetts i Connecticut.

## Nagrody i nominacje
Oscary 2010
- nominacja: najlepszy aktor drugoplanowy – Jeremy Renner

Złote Globy 2010
- nominacja: najlepszy aktor drugoplanowy – Jeremy Renner

Nagroda Gildii Aktorów Filmowych 2010
- nominacja: najlepszy aktor drugoplanowy – Jeremy Renner

Nagrody BAFTA 2010
- nominacja: najlepszy aktor drugoplanowy – Pete Postlethwaite

Nagroda Satelita 2010
- nominacja: najlepszy film dramatyczny
- nominacja: najlepszy reżyser – Ben Affleck
- nominacja: najlepszy scenariusz adaptowany – Peter Craig, Ben Affleck i Aaron Stockard
- nominacja: najlepszy aktor drugoplanowy – Jeremy Renner
- nominacja: najlepszy montaż – Dylan Tichenor